# 国会 (ポーランド)
国民議会（こくみんぎかい、ポーランド語: Zgromadzenie Narodowe）は、ポーランドの立法府である。

## 概要
立法権を行使しポーランド国民の政治的意志を代表する議会である。上院と下院から構成されている。議員の任期は両院とも4年であるが、議会が解散されたときは任期が短縮される。
議会は原則として通年開会している。上下両院で意見が異なった場合下院の見解が優越するほか、内閣（閣僚会議）の承認権や中央銀行総裁の憲法法廷判事の任命権を有するなど、上院と比べて強い権限を有している。

### 上院
- 議員定数：100議席
- 選挙制度：小選挙区制（2011年7月にこれまでの中選挙区から制度変更）

### 下院
- 議員定数：460議席
- 選挙制度：非拘束名簿式比例代表制

## 沿革
「沿革」ではポーランド共和国以前の議会制度も含めて解説することとする。

### 中世から第二次世界大戦直前
ポーランドにおける議会制度の始まりは、1493年に当時の国王ヤン・オルブラヒトが全国議会（セイム）を招集したのが始まりである。この全国議会は国王、元老院（上院）、小議会（下院）の3者で構成され、貴族（シュラフタ）を代表する身分制議会であった。1505年に布告されたニヒル・ノビ法によって国王が新たな法律を布告するには上下両院の同意を要することが定められ、セイムの権限がより強化された。当時の下院は212名、上院は87名の代議員で構成されており、ポーランド・リトアニア共和国成立後の1573年以降、セイムは2年ごとに6週間の会期で開会されるほか、緊急時には2週間の会期で臨時議会も招集された。また議会の権限は立法や政府監察、司法など幅広く、決定は代議員の全会一致によってなされた。
1791年に採択されたいわゆる「5月3日憲法」では、セイムを全国民の意思を表す主権機関として位置づけると共に、下院には地方貴族代表だけでなく都市代表も加えられ、代議員の任期制も導入された。また議決に際してはこれまで採られていた全会一致制を廃止して、単純多数決によるものとした。この5月3日憲法は、アメリカ合衆国に次いで世界で2番目に古いもので、欧州では最古の憲法であったが、2年後の第三次ポーランド分割で国家としてのポーランドが消滅したため、日の目を見ることはなかった。
第一次世界大戦の結果、1918年にポーランドは独立を回復することができた。そして3年後の1921年3月17日に、フランス憲法（1875年憲法）を範とした憲法（1921年憲法）が制定された。国会はセイム（代議員444名）と上院（代議員111名）からなる両院制が採られ、セイムの優越性が憲法に明記された。しかし、1926年5月にユゼフ・ピウスツキ将軍によるクーデターによって独裁制が敷かれ、1935年に制定された憲法では大統領の権限が強化され、国会の地位は大幅に低下させられた。

### 第二次世界大戦期から人民共和国時代
1939年9月に第二次世界大戦が勃発し、ポーランドはナチス・ドイツとソビエト連邦によって再び解体された。1944年1月、ポーランド亡命政府の支援を受ける国内軍とは別に、対独闘争を進めていたポーランド労働者党（共産党）が中心となって旧代議員や各政党代表、各界代表から構成される「国内国民評議会」（KRN:Krajowa
Rada Narodowa）が「ポーランド国民の事実上の政治的代表機関」として結成され、同年7月には執行機関として「国民解放委員会」が結成された。
1945年に第二次世界大戦が終結すると、ポーランド亡命政府と国民解放委員会が合同して国民統一政府が1945年6月に発足したが、その実権はソ連の後援を受けた労働者党が握っていた。2年後の1947年1月、制憲議会を構成する代議員を選出するための選挙が行われ、労働者党を中心とする「民主政党ブロック」（労働者党、ポーランド社会党、農民党、民主党が参加）が8割台の得票を得て「圧勝」した。選挙後に発足した制憲議会は、1947年2月19日に暫定憲法として採択された基本法（小憲法）で、1921年憲法の基本原則を認めると同時に上院を廃止してセイムを最高機関とした。
1952年7月12日に採択された社会主義憲法によって、発足したポーランド人民共和国における国会（セイム）は一院制となった。ボレスワフ・ビェルト第1書記のいわゆる「スターリン主義」時代の国会は、国家評議会が採択した法令をそのまま追認するだけの機関となり、形骸化した。そのため、1952年から1956年の第1期の間において国会が独自採択した法令はわずか6つに過ぎず、会期も1日か2日だけことも多かった。しかし1956年のスターリン主義批判後、労働者党第1書記に選出されたヴワディスワフ・ゴムウカの下、議会活動は活発化し、政府批判や反対票が投ぜられることも珍しくなくなった。

### 民主化の始まりから第三共和国時代
1989年2月から4月にかけて、政府と反政府派が以後の政治運営の在り方について話し合う円卓会議が行われた。この円卓会議の場で、上院の復活と、自由選挙の実施（セイム460議席のうち35％、上院は100％）が合意された。合意直後の6月に行われた議会選挙では、反政府系の独立自主管理労働組合「連帯」が自由選挙枠をほぼ独占した。1991年議会選挙以降は、完全自由選挙となった。
民主化されてからは選挙のたびに政権交代が繰り返されてきたが、2011年議会選挙では政権が続投した。